# Пильва
Пи́льва — река в России, протекает по Чердынскому району Пермского края. Левый приток Камы. Устье реки находится в 1056 км по левому берегу. Длина реки — 214 км, площадь водосборного бассейна — 2020 км².
Начинается от слияния рек Северной Пильвы и Южной Пильвы на высоте 154,8 м в 8 км от границы Республики Коми; затем течёт преимущественно на юг по местности, покрытой лесами. Средняя высота водосбора — 174 м. Средний уклон — 0,2 м/км. Среднегодовой расход воды — около 20 м³/с. Русло сильно извилистое, ширина реки у устья — 30 метров.
Пильва замерзает в первой половине октября, вскрывается во второй половине апреля. Используется для сплава леса. В верховьях реки расположен ландшафтный заказник Пильвенский. В среднем течении реки на берегу реки посёлок Пильва.

## Притоки
(указано расстояние от устья)
- 29 км: река Шитца (пр)
- река Слобожанка (лв)
- 47 км: река Няризь (пр)
- 54 км: река Сыпан (лв)
- 65 км: река Ужнор (лв)
- 84 км: ручей Ольтым (лв)
- 87 км: река Силогор (пр)
- 110 км: река Пыдол (пр)
- река Сыныб (лв)
- 126 км: река Елва (лв)
- река Палёная (лв)
- река Пуево (пр)
- река Ляга (лв)
- река Мельничная (пр)
- река Золотуха (лв)
- 182 км: река Инидорка (лв)
- 183 км: река Зерна (пр)

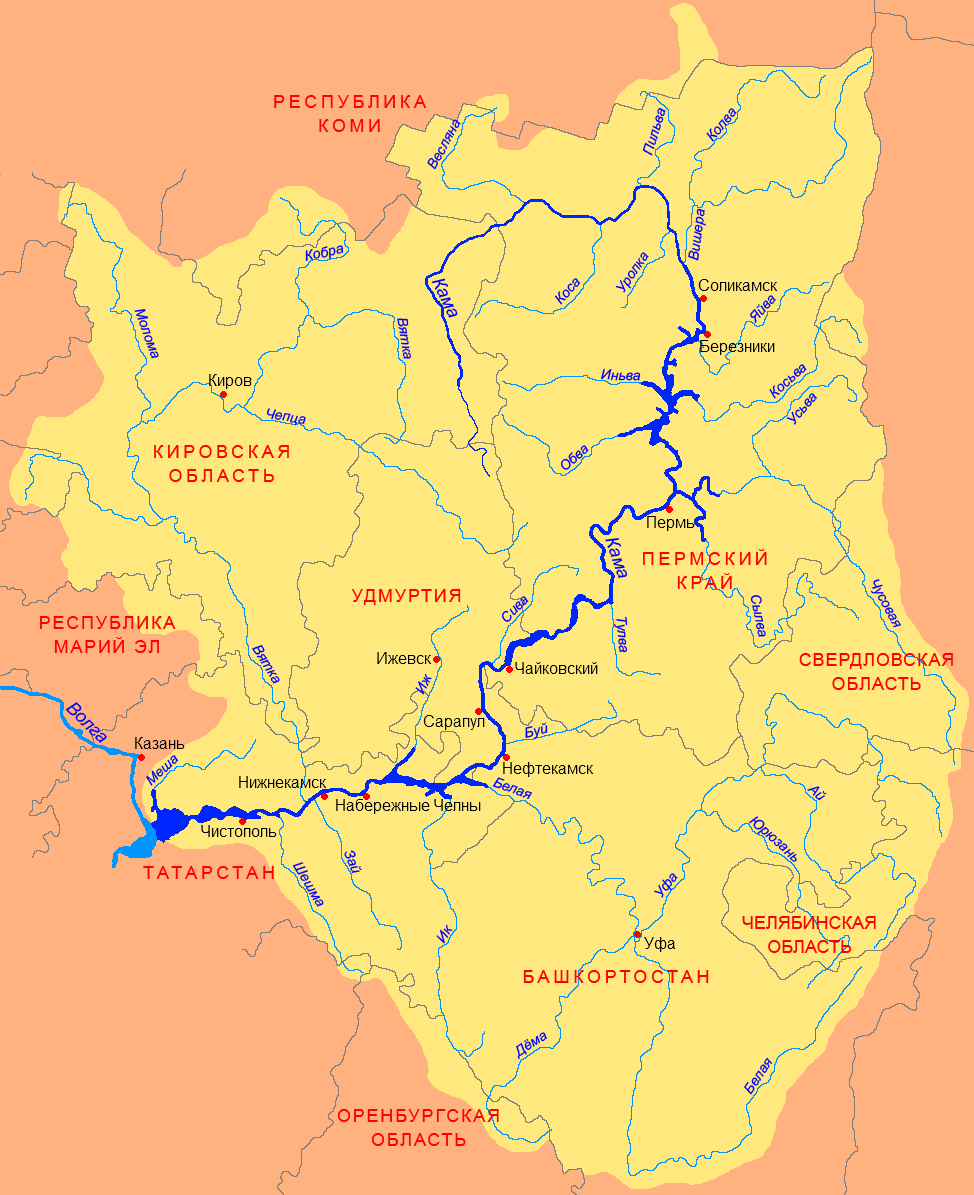
Бассейн Камы

- 193 км: ручей Берёзовый (в водном реестре — река без названия, пр)
- 214 км: река Северная Пильва (лв)
- 214 км: река Южная Пильва (пр)

## Данные водного реестра
По данным государственного водного реестра России относится к Камскому бассейновому округу, водохозяйственный участок реки — Кама от истока до водомерного поста у села Бондюг, речной подбассейн реки — бассейны притоков Камы до впадения Белой. Речной бассейн реки — Кама.
Код объекта в государственном водном реестре — 10010100112111100003581.